# Basic (film)
Basic is een Amerikaans-Duitse film uit 2003 van regisseur John McTiernan met John Travolta en Connie Nielsen in de hoofdrollen. De film werd voornamelijk op negatieve reacties onthaald.

## Verhaal
Tijdens een hevige storm trekt een groep US Army Rangers gestationeerd op een basis in Panama op oefening in de jungle. Uren later keren enkel Dunbar met de gewonde Kendall op de rug terug. Kampcommandant Styles stuurt Julia Osborne om Dunbar te ondervragen, maar hij wil alleen met iemand van buiten de basis praten. Daarom haalt Styles ex-ranger Tom Hardy erbij. Die krijgt te horen dat iedereen een hekel had aan hun sergeant, West, maar niemand meer dan Pike. Dunbar vertelt dan ook hoe het Pike was die eerst West vermoordde en dat vervolgens tijdens de onenigheid die hierop volgde ook anderen gedood werden.
Vervolgens gaan ze ook Kendall ondervragen in het ziekenhuis. Ook die zegt dat Pike West doodde en vervolgens werd vastgebonden door de anderen. Daarop probeerde die eerst hem en daarna Dunbar te overhalen de anderen te vermoordden en zelf vrijuit te gaan. Dunbar zou een pistool getrokken hebben waarop een schietpartij ontstond.
Dunbar beweert hierop dat Mueller en Castro een drugshandeltje hadden en dat zij West vermoordden omdat hij dit had ontdekt en aan de kampcommandant ging meedelen. Ze schoven eerst Pike voorop als zondebok, maar die kon Mueller verdacht maken, waarop een schietpartij ontstond. Dunbar levert ook nog bewijs van de drugshandel en zegt dat de kamparts, Vilmer, die leverde.
Vilmer geeft dat toe en wordt gearresteerd. Terug bij Kendall blijft die beweren dat Dunbar schuldig is, maar overlijdt dan plots. Intussen is het vliegtuig dat Vilmer en Dunbar naar de VS moet brengen aangekomen. Vilmer beweert nu echter dat Dunbar eigenlijk Pike is. Hij zegt nu dat West helemaal niet vermoord werd, maar hen confronteerde met de drugshandel waarop een schietpartij ontstond waarbij West en verschillende anderen omkwamen. Hij wisselde vervolgens van identiteit met Dunbar omdat hij wist dat hij beschuldigd zou worden.
Hardy komt erachter dat Styles zelf achter de drugshandel moet zitten en confronteert hem met die beschuldiging. Als Styles hem daarop wil neerschieten is Osborne sneller en schiet Styles dood. Als Hardy naar huis wil gaan zegt hij iets dat Osborne doet denken dat hij er ook al bij betrokken is. Ze volgt hem naar huis en net buiten de basis pikt Hardy Pike op. In de stad treft ze hem echter aan met West en de andere zogezegd omgekomen rangers. Het blijkt dat ze tot een geheime drugsbestrijdingseenheid van de DEA genaamd sectie 8 behoren.
Section 8 was geïnfiltreerd op de basis om te achterhalen wie daar in drugs handelden. Onwetend dat Styles  zelf betrokken was had West hem daarover ingelicht. Styles had Mueller en Castro vervolgens opgedragen West uit de weg te ruimen. West had daarop de oefenmissie op touw gezet om Mueller en Castro uit te schakelen en zijn eigen dood in scène te zetten, zodat hij naar section 8 kon overstappen. Ten slotte bieden Hardy en West ook Osborne een job bij sectie 8 aan.

## Rolverdeling
| Acteur                | Personage     | Opmerkingen             |
| --------------------- | ------------- | ----------------------- |
| John Travolta         | Tom Hardy     | Protagonist             |
| Connie Nielsen        | Julia Osborne | Protagoniste            |
| Samuel L. Jackson     | Nathan West   | Hoofdsergeant           |
| Tim Daly              | Bill Styles   | Commandant van de basis |
| Giovanni Ribisi       | Levi Kendall  |                         |
| Brian Van Holt        | Ray Dunbar    |                         |
| Taye Diggs            | Jay Pike      |                         |
| Dash Mihok            | Mueller       |                         |
| Cristián de la Fuente | Castro        |                         |
| Roselyn Sánchez       | Nuñez         |                         |
| Harry Connick, Jr.    | Peter Vilmer  | Arts                    |